# Siuna
Siuna est une municipalité nicaraguayenne de la région autonome de la Côte caraïbe nord